# André Aubry
Pour les articles homonymes, voir Aubry.
André Aubry, né à Valognes (Manche) le 1er août 1931, est un homme politique français.
Membre du Parti communiste français, il est sénateur des Hauts-de-Seine, conseiller général du canton d'Antony et maire d'Antony.

## Biographie
Fils de deux employés de la SNCF, André Aubry fréquente l'école publique et privée et obtient un CAP d’ajusteur. 
Il entame sa carrière professionnelle à Antony en 1947 et adhère l'année suivante au Parti communiste français, au syndicat Renault et à l’Union locale CGT. Il prend des responsabilités syndicales à partir de 1950, anime le syndicat CGT de l'usine Krieg et Zivy à Montrouge entre 1955 et 1962, le syndicat des métaux de cette commune et l’union locale, et siège à l’Union départementale de la Seine.
Formé par le PCF, il appartient au bureau régional de l’UJCF en 1956, au comité fédéral de Seine-Sud à partir de 1955 puis de Seine-Ouest (Hauts-de-Seine) à partir de 1966 et à des associations de locataires et au Secours populaire français. 
Entré au conseil municipal d’Antony en 1955, il y siège jusqu'en 1965. Il est élu sénateur des Hauts-de-Seine le 22 septembre 1968 et conseiller général en 1976. En 1977, il est élu maire d'Antony, et ne se représente pas au Sénat. Lors des municipales de 1983, sa liste sort en tête, mais le scrutin est annulé pour fraude, et le RPR Patrick Devedjian bat l'équipe du maire sortant de 697 voix. Il reste cependant conseiller municipal jusqu'en 2008, s'opposant à la politique, notamment urbanistique, de son successeur. Il quitte le conseil général en 1988.
Jusqu'en 2015, il dirige un hebdomadaire politique local, Antony-Hebdo.
En 2015, il devient président d'honneur de l'Association d'amitié franco-coréenne, qu'il présidait depuis 2007.

## Synthèse des mandats
Au niveau national
- 1968 - 1977 : sénateur des Hauts-de-Seine
  - membre de la commission des affaires économiques et du Plan (nommé le 8 octobre 1968)
  - membre de la commission des affaires sociales (nommé le 7 octobre 1970)

Au niveau local
- 1955 - 1965 : conseiller municipal d'Antony
- 1976 - 1988 : conseiller général des Hauts-de-Seine
- 1977 - 1983 : maire d'Antony
- 1983 - 2008 : conseiller municipal d'Antony